# Chrysopogon trianguliferus
Chrysopogon trianguliferus är en tvåvingeart som beskrevs av Clements 1985. Chrysopogon trianguliferus ingår i släktet Chrysopogon och familjen rovflugor. Inga underarter finns listade i Catalogue of Life.